# Прапор Жидачева
Пра́пор Жида́чева — прапор міста Жидачів у Львівській області, один з його офіційних символів. Затверджений рішенням сесії Жидачівської міської ради в 1996 році.
Автор проекту прапора  — А. Гречило.

## Опис
Квадратне полотнище поділене на чотири рівні частини; верхня від древка та нижня з вільного краю — сині з трьома жовтими левами, дві інші — червоні з білим кругом (сіль), жовтим серцеподібним щитом та білим череслом. Срібна міська корона вказує на статус населеного пункту. У великому гербі та прапорі золоті леви — елементи колишнього повітового герба — вказують на значення Жидачева як адміністративного центру: раніше повіту, а тепер — району.

## Зміст
Для герба відновлено використання вживаного ще з ХVІ ст. сюжету. Його елементи потрактовано як соляну «голову» (кулю), щит і чересло, що мають відображати основні галузі, які сприяли розвитку Жидачева. На прапорі три леви вказують на адміністративний статус міста як центру колишнього повіту й району.